# 37-мм танковая пушка SA38
37-мм танковая пушка SA38 (фр. canon de 37 mm SA38) — орудие, использовавшееся в бронеавтомобилях и лёгких танках Франции периода Второй Мировой войны. Имело длину 33 калибра. Данным орудием предполагалось заменить устаревшие пушки SA18 на лёгких танках Франции. После её капитуляции танковые орудия использовались Германией как трофейные.

## Техника, вооружавшаяся данным орудием
- Renault R.35 (SA38) — французский лёгкий пехотный танк.
- Hotchkiss H.39 — французский лёгкий кавалерийский танк.
- FCM 36 — лёгкий пехотный танк. Был создан один опытный образец с этим орудием.
- Renault R40 — французский лёгкий пехотный танк.
- AMX 38 — французский опытный лёгкий пехотный танк.

| Таблица бронепробиваемости для 37-мм танковой пушки SA38                                                  |                          |
| Дальность, м                                                                                              | При угле встречи 25°, мм |
| Остроголовый сплошной снаряд с бронебойным наконечником boulet de rupture mle.1938 (coiffé sans f. ogive) |                          |
| 400 | 32                       |